# Elasmopus calliactis
Elasmopus calliactis är en kräftdjursart som beskrevs av John R. Edmondson 1951. Elasmopus calliactis ingår i släktet Elasmopus och familjen Melitidae. Inga underarter finns listade i Catalogue of Life.